# Visca mutila
Visca mutila är en insektsart som beskrevs av Navás 1927. Visca mutila ingår i släktet Visca och familjen myrlejonsländor. Inga underarter finns listade i Catalogue of Life.